# Länsväg AC 542
Länsväg AC 542 är en övrig länsväg i Bjurholms kommun i Västerbottens län (Ångermanland) som går mellan byn Ljusåker (Länsväg AC 535) och småorten Balsjö (Riksväg 92). Vägen är två kilometer lång och asfalterad.
Vägen ansluter till:
- Länsväg AC 535 (vid Ljusåker)
- Riksväg 92 (vid Balsjö)